# Urban Discipline (Ausstellungen)
Urban Discipline ist eine Reihe von drei Ausstellungen zum Thema Graffiti und Streetart, die in den Jahren 2000 bis 2002 in Hamburg im Rahmen der Maximum HipHop Tage stattfand. Organisiert und durchgeführt wurden die Ausstellungen von der Ateliergemeinschaft getting-up.

## Geschichte
Den Organisatoren war es wichtig, in einer Zeit, in der Graffiti und Streetart nicht mehr bloß als Schmiererei galt, aber immer noch nicht wirklich ernst genommen wurde, für dessen Etablierung als Kunstform zu kämpfen.

„Die Diskussion, ob Graffiti Kunst ist, haben wir ganz extrem spätestens 2002 bei der Urban Discipline geführt. Das war ja auch ein Grund, diese Ausstellungen zu organisieren. Wir wollten ein Forum schaffen und darüber diskutieren, wie sich Graffiti etwa verändert, wenn es auf die Leinwand kommt oder wenn man es ausstellt. Letztlich kann man das nicht allgemeingültig definieren. Aber es kam relativ deutlich raus – und das war eigentlich auch immer meine Meinung –, dass Graffiti nicht automatisch Kunst sein kann. […] Kunst muss man durch etwas anderes definieren als nur durch die Technik“

## Bedeutung und Teilnehmer
Die Urban Discipline gehört zu den weltweit wichtigsten Ausstellungen für Graffiti und Streetart. Os Gêmeos sprachen in Interviews von einem großartigen Projekt. Urban Discipline sei eine der ersten und immer noch größten jemals durchgeführten Ausstellungen dieser Art gewesen, die auch Künstlern wie Daniel Man und Banksy zu einem wichtigen Karriereschritt verhalfen.
Der britische Streetart-Künstler Banksy sprühte zur Urban Discipline Ausstellung im Jahr 2002 das erste Mal überhaupt in Deutschland. Parallel dazu entstanden auch Arbeiten im Hamburger Stadtraum.
Weitere teilnehmende Künstler waren unter anderem Os Gêmeos, Nina Pandolfo, Herbert Baglione, Vitché, Loomit, DAIM, Seen, Martha Cooper, Seak, Dare, Won ABC, Tasek, André, Stohead und Daddy Cool.

## Ausstellungen
Internationale Stars der Szene kamen bereits zur ersten Ausstellung im Jahr 2000 nach Hamburg in die Alte I-Punkt Skatehalle. Die wichtigsten Vertreter der internationalen Graffiti- und Streetart-Szene versammelten sich daraufhin auch im nächsten Jahr. 2001 stellten in der Alten Postsortierhalle am Hamburger Stephansplatz Künstler aus Brasilien, New York sowie Deutschland, Österreich, Frankreich, den USA und der Schweiz aus. Auch 2002 kamen noch einmal 34 internationale Künstler aus der ganzen Welt zusammen, um auf rund 1.700 Quadratmetern in den Astra-Hallen im Hamburger Stadtteil St. Pauli auszustellen.
Zu jeder Ausstellung erschien ein Katalog im Eigenverlag.

## Film
- Hip Hop Tage in Hamburg: Flash 2000, Battle of the Year, Urban Discipline, ITF. Maximum-Hip-Hop, Hamburg (2000), VHS.
- Andreas Hoepfner, Tim Löhr: Battlemönche – Der Film. Dartclub, Deutschland (2001) 130 min., DVD + Musik-CD.[14]
- Urban Discipline – Graffiti-Art 2002. CD-ROM.[15]

## Veröffentlichungen
- Mirko Reisser, Gerrit Peters, Heiko Zahlmann (Hrsg.): Urban Discipline 2000: Graffiti-Art. 1. Auflage. Urban Discipline: Graffiti-Art, Nr. 1. getting-up, Hamburg 2000, ISBN 3-00-006154-1 (Volltext in der Google-Buchsuche – Ausstellungskatalog).
- Mirko Reisser, Gerrit Peters, Heiko Zahlmann (Hrsg.): Urban Discipline 2001: Graffiti-Art. 1. Auflage. Urban Discipline: Graffiti-Art, Nr. 2. getting-up, Hamburg 2001, ISBN 3-00-007960-2 (Volltext in der Google-Buchsuche – Ausstellungskatalog).
- Mirko Reisser, Gerrit Peters, Heiko Zahlmann (Hrsg.): Urban Discipline 2002: Graffiti-Art. 1. Auflage. Urban Discipline: Graffiti-Art, Nr. 3. getting-up, Hamburg 2002, ISBN 3-00-009421-0 (Volltext in der Google-Buchsuche – Ausstellungskatalog).